# Boris Antonenko-Davidovich
Borýs Dmýtrovych Antonenko-Davydóvych (en ucraniano: Бори́с Дми́трович Антоне́нко-Давидо́вич; Zasulia, Gobernación de Poltava, 23 de juliojul./ 4 de agosto de 1899greg. - Kiev, 8 de mayo de 1984) fue un escritor, traductor y lingüista ucraniano.

## Vida
Borýs Antonenko-Davydóvych nació como Borýs Davýdov (Борис Давидов) en el pueblo de Zasulia, ahora parte de la ciudad de Romny, en la familia de un trabajador ferroviario. Asistió a la escuela secundaria en Ojtyrka y estudió en la Facultad de Física y Matemáticas de la Universidad de Járkov y en la Facultad de Filología Histórica de la Universidad de Kiev.
Al igual que los escritores ucranianos Yevhén Plúzhnyk y Valerian Pidmohilni, fue miembro de la asociación literaria MARS (Taller de Palabras Revolucionarias) con sede en Kiev. Durante la Gran Purga, fue condenado a muerte sobre la base de pruebas fabricadas. Posteriormente, la sentencia fue conmutada por diez años de prisión en el Gulag. En 1956, fue rehabilitado y en 1957 regresó a Kiev.
Su escritura tuvo un impacto significativo en la generación literaria ucraniana de la década de 1960. A partir de mediados de la década de 1960, volvió a ser perseguido por hacer campaña a favor de la disidencia ucraniana y contra la rusificación de Ucrania. 
Desde principios de la década de 1970 hasta el final de la Unión Soviética, la publicación de sus libros estuvo prohibida en Ucrania. Antonenko-Davydóvych falleció en Kiev en 1984 y fue enterrado allí en el caementerio forestal del raión de Desná.
En 1992, recibió a título póstumo el Premio Nacional de Ucrania Premio Tarás Shevchenko.

## Obra
Antonenko-Davydóvych escribió una serie de libros en prosa, algunos de los cuales también fueron traducidos al ruso y al alemán.